# Sanrawat Dechmitr
Sanrawat Dechmitr (thailändisch พีระพัฒน์ โน๊ตชัยยา, * 3. August 1989 in Samut Prakan), früher Wichaya Dechmitr (thailändisch วิชะยา เดชมิตร), auch als Camp (thailändisch แคมป์) bekannt, ist ein thailändischer Fußballspieler.

## Karriere

### Verein
Sanrawat Dechmitr erlernte das Fußballspielen in der Schulmannschaft der Bangkok Sports School sowie der Universitätsmannschaft der Kasem-Bundit-University in Bangkok. Seinen ersten Vertrag unterschrieb er 2008 in Singapur bei Tampines Rovers. Der Verein spielte in der höchsten Liga, der S. League. 2009 ging er in seine Heimat zurück und unterschrieb einen Vertrag bei Bangkok Glass, einem Verein, der in Bangkok beheimatet ist und in der ersten Liga des Landes, der Thai Premier League, spielte. Bis 2012 absolvierte er 34 Spiele. Mitte 2012 wechselte er zum Ligakonkurrenten BEC–Tero Sasana FC. Nach 15 Spielen und fünf Toren unterschrieb er 2014 einen Vertrag beim ebenfalls in der ersten Liga spielenden Bangkok United. Im Mai 2021 wechselte er auf Leihbasis zum Ligakonkurrenten Ratchaburi Mitr Phol nach Ratchaburi. Für Ratchaburi stand er 25-mal in der ersten Liga auf dem Spielfeld. Ende Mai 2021 kehrte er nach Bangkok zurück. Im Juni 2022 unterschrieb er in Malaysia einen Leihvertrag beim Kedah Darul Aman FC. Der Verein aus Alor Setar spielte in der ersten Liga, der Malaysia Super League. Für Kedah bestritt er 13 Erstligaspiele. Nach der Ausleihe kehrte er im Dezember 2022 nach Thailand zurück und kurze Zeit später wurde sein Vertrag dann aufgelöst. Von Dezember 2022 bis Sommer 2025 war er für keinen Verein aktiv. Im Sommer 2025 nahm ihn der Erstligaaufsteiger Ayutthaya United FC unter Vertrag.

### Nationalmannschaft
Sanrawat Dechmitr spielte 2010 drei Mal in der thailändischen U-23–Nationalmannschaft. Seit 2010 spielte er 31 Mal für die thailändische A-Nationalmannschaft. Sein Länderspieldebüt gab er am 11. August 2010 in einen Freundschaftsspiel gegen Singapur, dass Thailand im Rajamangala Stadium mit 1:0 gewann. Im Dezember 2022 stand er im Gruppenspiel der Südostasienmeisterschaft gegen Indonesien auf dem Spielfeld. Im Endspiel der Südostasienmeisterschaft  konnte man sich in den beiden Endspielen gegen Vietnam mit insgesamt 3:2 durchsetzen. Im Endspiel kam er jedoch nicht zum Einsatz.

## Erfolge

### Verein
Bangkok United
- Thailändischer Vizemeister: 2016, 2018

### Nationalmannschaft
Thailand
- Südostasienmeisterschaft: 2022